# Azygobothria aurea
Azygobothria aurea là một loài ruồi trong họ Tachinidae.